# Fédération des Îles Vierges britanniques de football
La fédération des îles Vierges britanniques de football (British Virgin Islands Football Association (en) BVIFA) est une association regroupant les clubs de football des îles Vierges britanniques et organisant les compétitions nationales et les matchs internationaux de la sélection des îles Vierges britanniques.
La fédération nationale des îles Vierges britanniques est fondée en 1974. Elle est affiliée à la FIFA depuis 1996 et est membre de la CONCACAF depuis 1996 également.